# Frankie Gavin

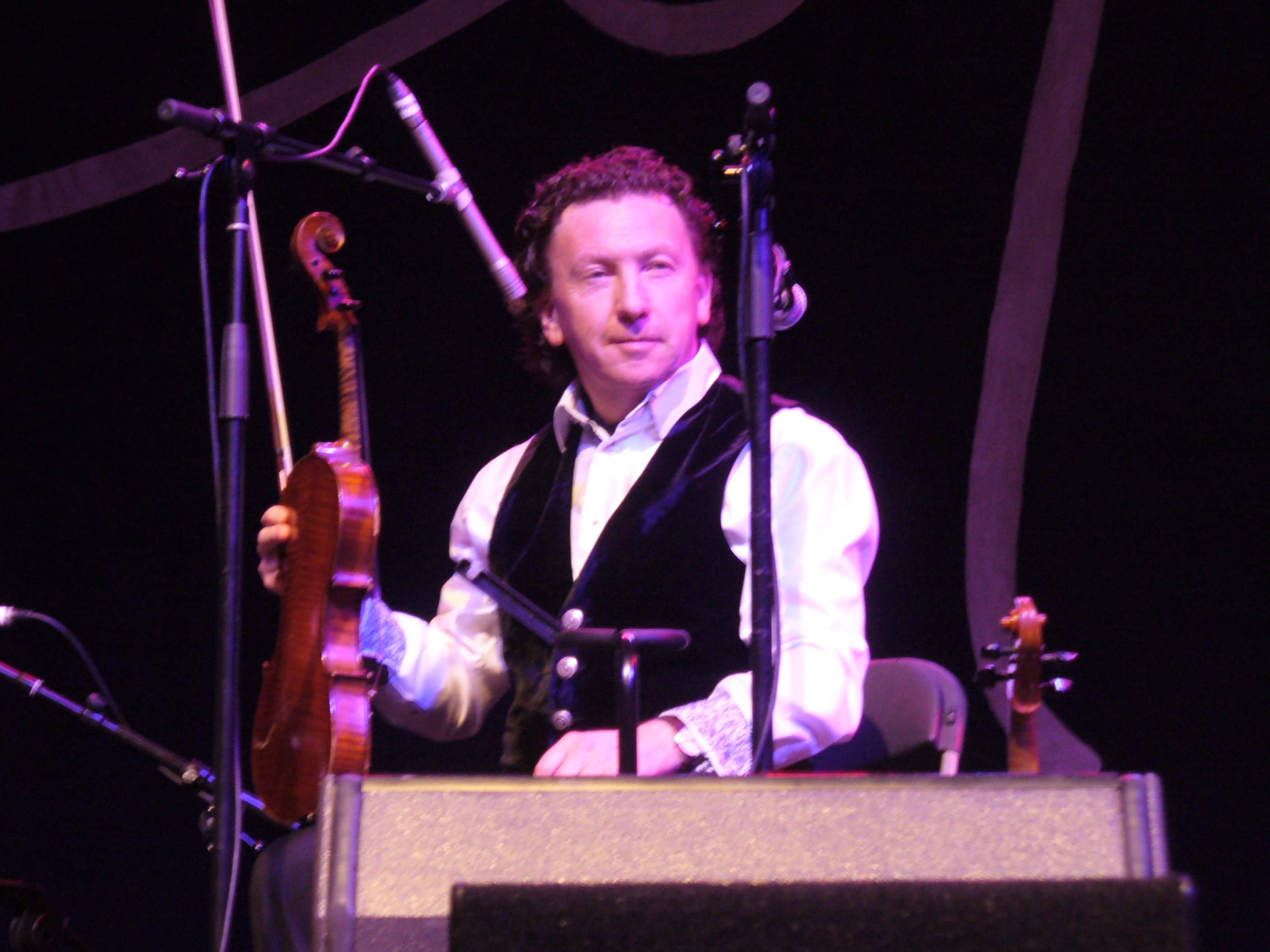
Frankie Gavin

Frankie Gavin (Corrandulla (County Galway), 1956) is een traditionele Ierse viool- en fluitspeler.

## Loopbaan
Gavin is een van de oprichters van de bekende Ierse folkband De Dannan. Op vijftienjarige leeftijd won hij al het All Ireland Fiddle- en All Ireland Tin Whistle-kampioenschap.
Hij maakte 16 albums met De Dannan, een aantal soloalbums en drie aparte albums: een herdenking van Joe Cooley getiteld Omos do Joe Cooley met Paul Brock, één met medewerker van De Dannan  Alec Finn en een album met Stephane Grapelli. Hij was ook gast bij The Rolling Stones op hun album Voodoo Lounge, met Keith Richards op Wingless Angels, en hij speelde met de bekende banjo-speler Earl Scruggs. Met zijn aparte Galway-stijl trad hij ook nog op met Elvis Costello en Yehudi Menuhin. Later maakte hij albums met Joe Derrane, Michael McGoldrick en Sharon Shannon.

## Discografie (selectie)

### Solo
- Frankie Gavin and Alec Finn (1977)
- Croch Suas E [Up and Away] (1983)
- Frankie Goes To Town (1989)
- Irlande (1994)
- Fierce Traditional (2001)

### Met De Dannan
- De Dannan (1975)
- Selected Jigs Reels and Songs (1977)
- The Mist Covered Maintain (1980)
- Star-Spangled Molly (1981)
- Best of De Dannan (1981)
- Song for Ireland (1983)
- The Irish RM (1984)
- Anthem (1985)
- Ballroom (1987)
- A Jacket of Batteries (1988)
- Half Set in Harlem (1991)
- Hibernian Rhapsody (1995)
- How the West Was Won (1999)
- Welcome to the Hotel Connemara (2000)

### Met Paul Brock
- Omos do Joe Cooley (A Tribute to Joe Cooley) (1986)

- Bibliothèque nationale de France: cb139742990 (data)
- Gemeinsame Normdatei: 1153743752
- International Standard Name Identifier: 0000 0000 4092 5041
- Library of Congress Control Number: n91117463
- MusicBrainz: ead4eb75-83a9-4e09-b756-b4a76e6b9c7b
- Nationale Bibliotheek van Israël: 987007399224205171
- Système universitaire de documentation: 079214339
- Virtual International Authority File: 37109833
- WorldCat: E39PBJptW3wj6VMP4rrQ7DYByd